# Wołów
Wołów (česky Volov, německy Wohlau) je město v jihozápadním Polsku v Dolnoslezském vojvodství, správní středisko stejnojmenného okresu a městsko-vesnické gminy. Leží přibližně 38 kilometrů severozápadně od slezské metropole Vratislavi. V roce 2023 zde žilo 12 054 obyvatel.

## Historie

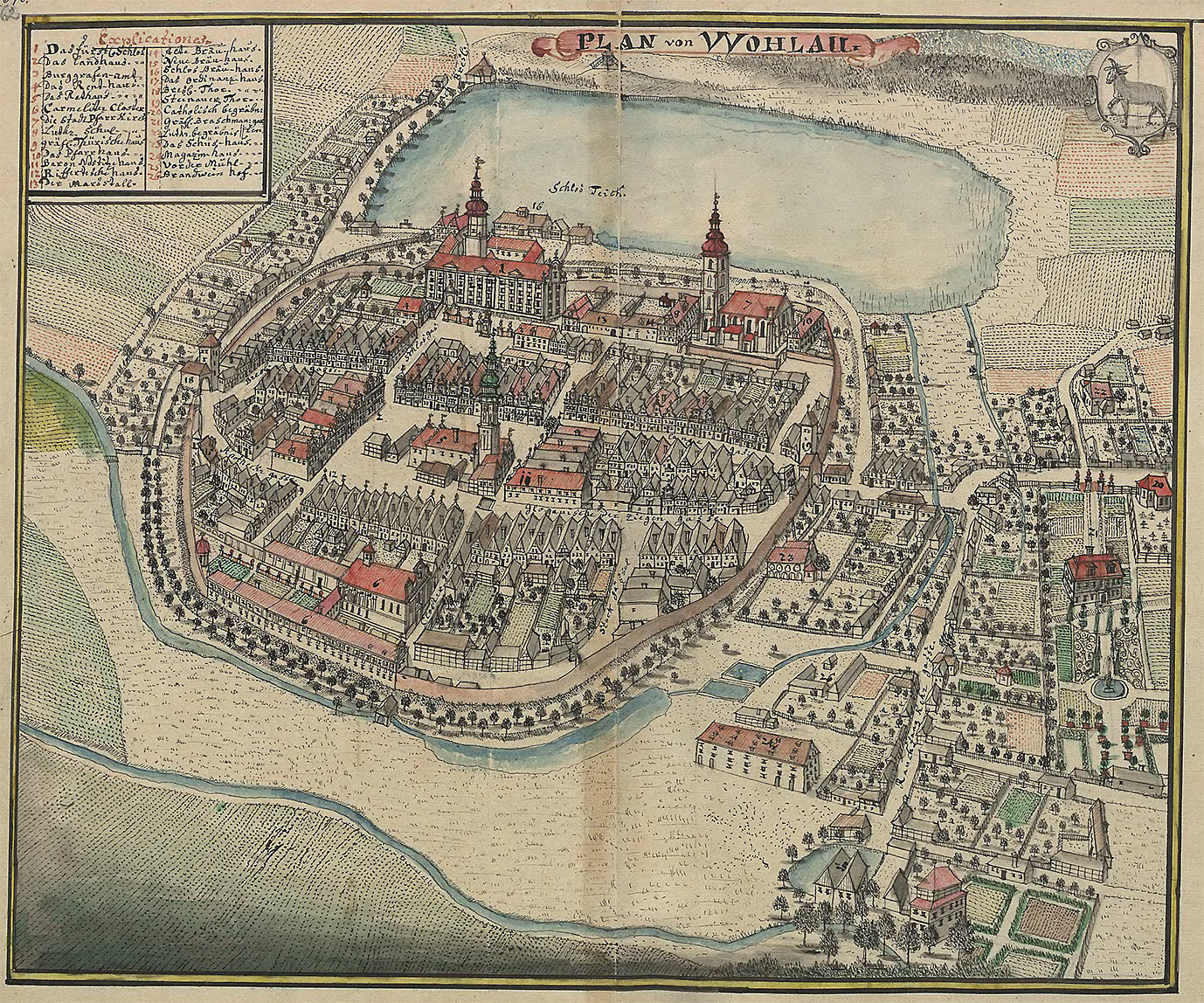
Volov okolo roku 1750.

Oblast kolem města Volov byla osídlena již od pravěkých dob. K roku 1157 je zmiňován dřevěný hrad, založený polským seniorem Vladislavem II. K hradu přináležely i dvě vesnice, z nichž jedna se nazývala Wołowo. Pravděpodobně v druhé polovině 13. století bylo založeno dnešní město poblíž vísky Wołowo, snad částečně na území druhé vsi. Německé městské právo získalo snad kolem roku 1285; fojt je zmiňován k roku 1288.
V tomto období náležel Volov k Hlohovskému knížectví, po roce 1312 pak k Olešnickému knížectví. Spolu s knížectvím se roku 1328 stalo součástí českých zemí. Vydělením Volovska z roku 1413 se stalo sídlem volovských knížat. Vymřením zdejší linie knížat získal město český král Vladislav Jagellonský, který ho roku 1495 předal i s celým knížectvím do ruk Poděbradovcům. K roku 1473 je kladena nejstarší známá volovská pečeť, na které je vyobrazen vůl (wół). Roku 1517 získal město Jan Thurzo a již roku 1523 měnil Volov opět svého majitele; spočinul v rukách lehnických knížat, kteří ho drželi až do vymření své rodové linie v roce 1675. Poté připadlo jako odúmrť českým králům z dynastie Habsburků.
Protestantská reformace dorazila do města v roce 1522 osobou knížete Fridricha II. Po získání knížectví habsburským domem byl roku 1682 místní protestantský farní kostel odevzdán katolíkům. Město se opět stalo protestantským na základě Altranstädtské dohody roku 1707. V roce 1742 byl Volov (a s ním větší část Slezska) postoupen Prusku. Knížectví bylo rozděleno na dva okresy a Volov se stal sídlem jednoho z nich. V roce 1945 se pak stal součástí Polska.

## Partnerská města
- Buchholz in der Nordheide, Německo
- Canteleu, Francie
- Milovice, Česko

## Galerie

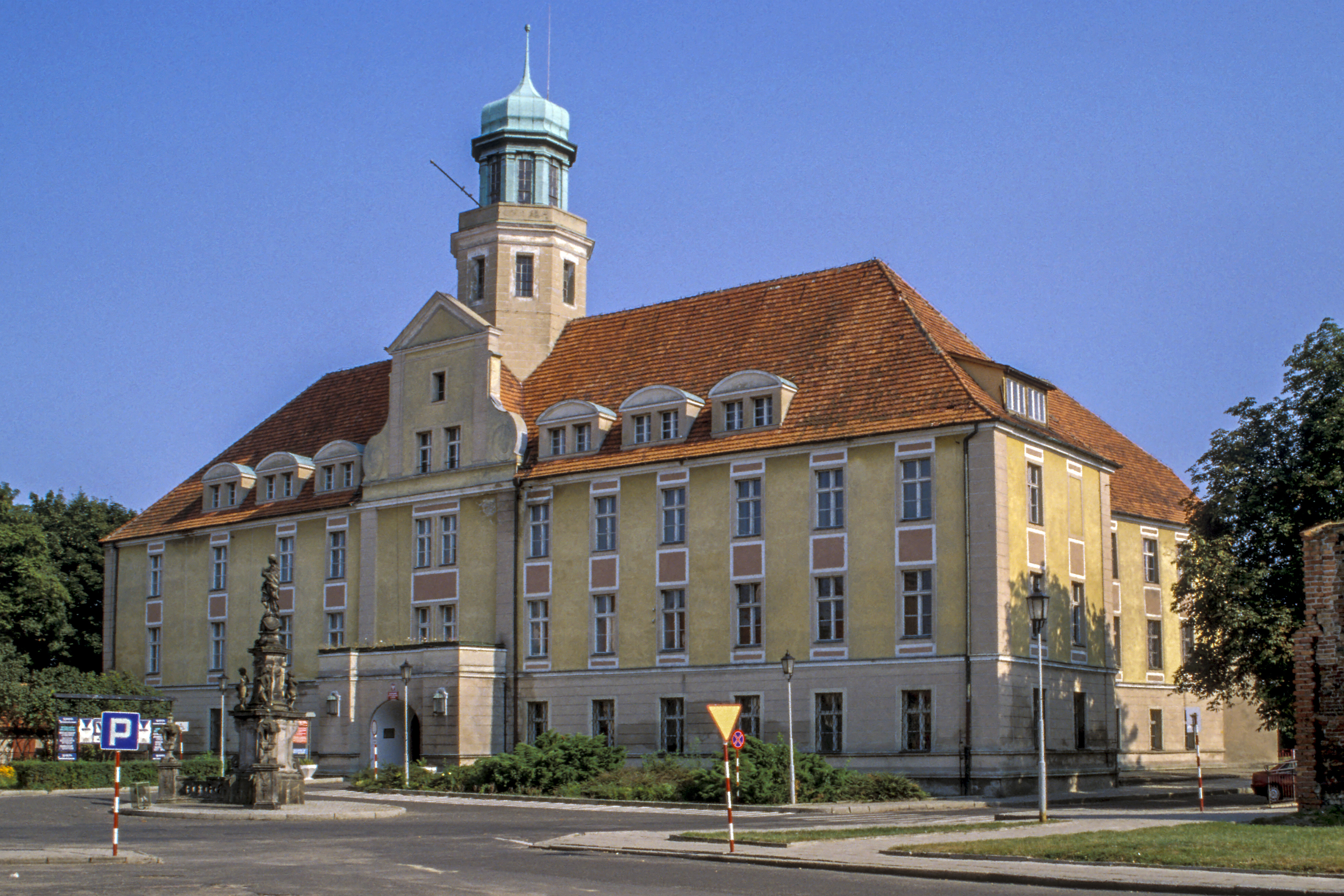
Volovský zámek.
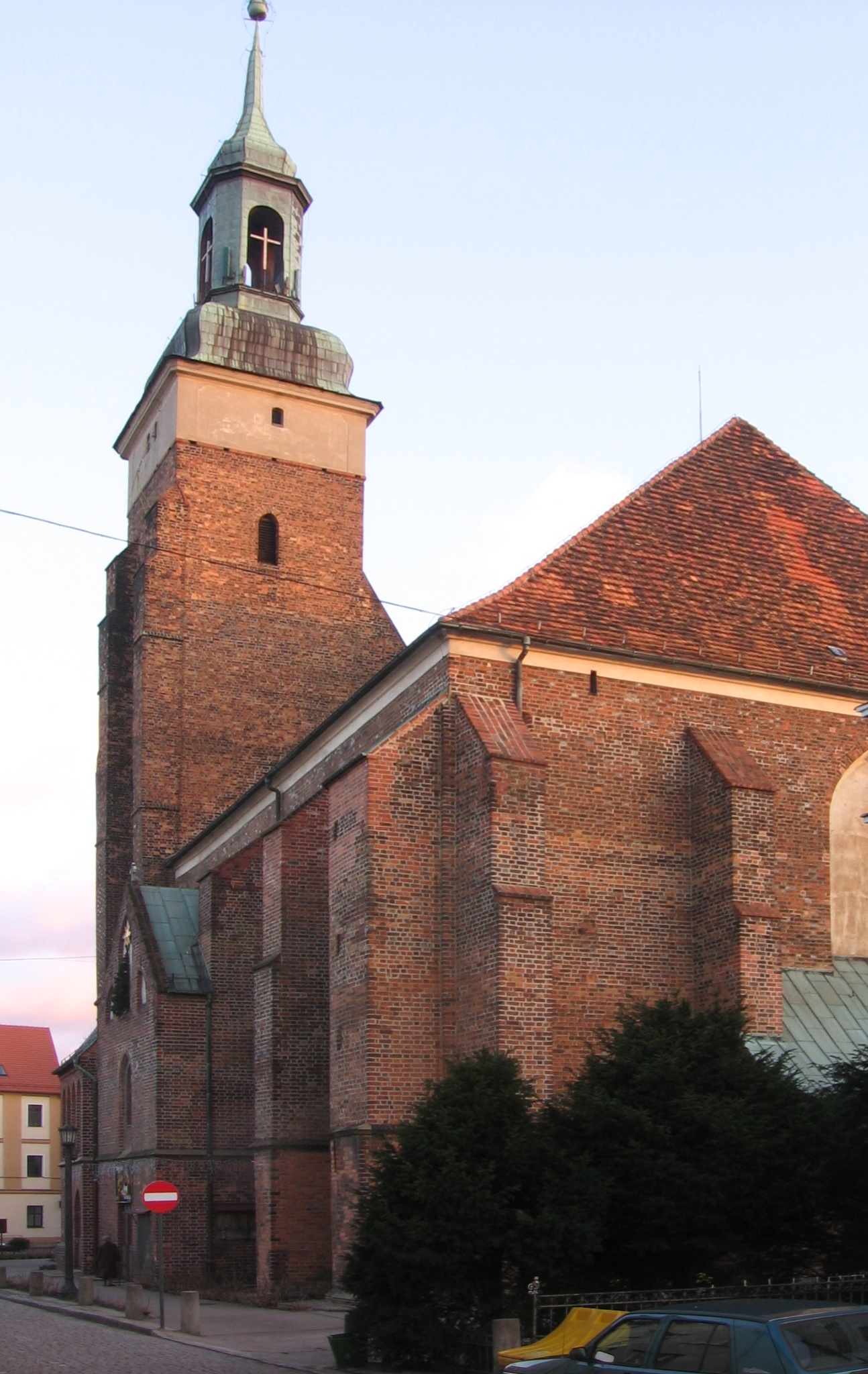
Kostel sv. Vavřince.
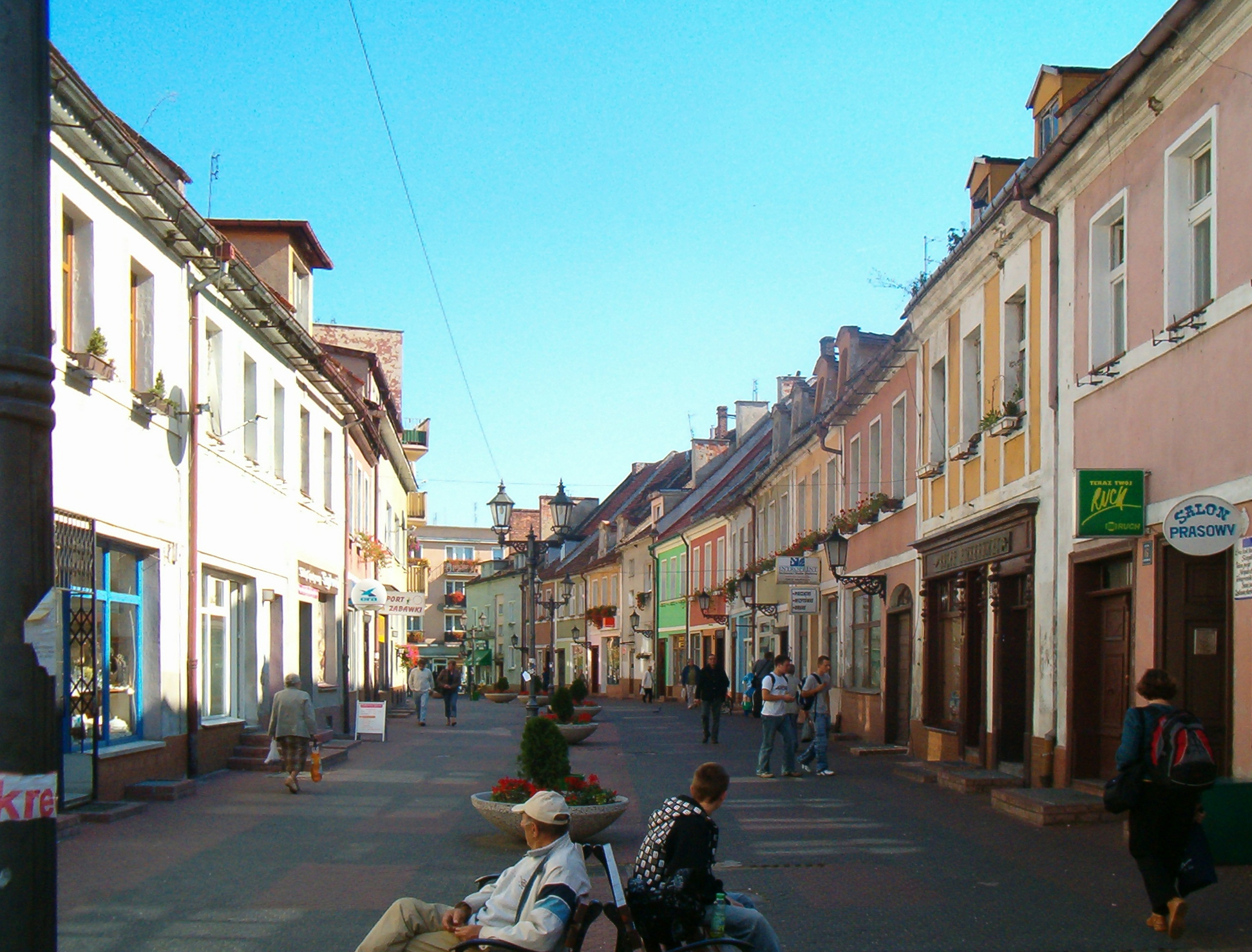
Volovská ulice.